# Cyphocarpa kilimandscharica
Cyphocarpa kilimandscharica är en amarantväxtart som beskrevs av Karl Suessenguth och Beyerle. Cyphocarpa kilimandscharica ingår i släktet Cyphocarpa, och familjen amarantväxter. Inga underarter finns listade i Catalogue of Life.